# Leo Joseph Brust
Leo Joseph Brust (* 7. Januar 1916 in St. Francis, Wisconsin, USA; † 31. Januar 1995) war ein US-amerikanischer Geistlicher und Weihbischof in Milwaukee.

## Leben
Leo Joseph Brust empfing am 30. Mai 1942 das Sakrament der Priesterweihe.
Am 22. August 1969 ernannte ihn Papst Paul VI. zum Titularbischof von Suelli und bestellte ihn zum Weihbischof in Milwaukee. Der Erzbischof von Milwaukee, William Edward Cousins, spendete ihm am 16. Oktober desselben Jahres die Bischofsweihe; Mitkonsekratoren waren der Bischof von Gallup, Jerome Joseph Hastrich, und der Weihbischof in Green Bay, John Benjamin Grellinger.
Am 16. April 1991 nahm Papst Johannes Paul II. das von Leo Joseph Brust aus Altersgründen vorgebrachte Rücktrittsgesuch an.